# Дзедушицкий, Войцех
Граф Войцех Дзедушицкий (пол. Wojciech Dzieduszycki; 5 июня 1912, Езуполь — 2 мая 2008, Вроцлав) — польский актер, певец (тенор), дирижер, журналист, поэт, музыкальный и театральный критик, инженер, изобретатель.

## Биография
Представитель графского рода Дзедушицких герба Сас. С 14 лет работал в имении своего отца. Окончил сельскохозяйственную академию в Дублянах возле Львова, где изучал строительство мукомольного оборудования и Польское музыкальное общество (теперь Львовская национальная музыкальная академия имени Николая Лысенко).
Дебютировал в 1934 году на сцене Оперы в Станиславе. Со следующего года выступал на сцене Львовского оперного театра (роли Ленского в опере Чайковского «Евгений Онегин», Рудольфа в «Богеме» Дж. Пуччини). Позже пел во флорентийской Opera Comunale и Милане.
Во время второй мировой войны оказался в лагере для военнопленных, позже переведен в концлагерь Гросс-Розен (нем. KL Groß-Rosen). Был приговорён к смертной казни, избежал смерти благодаря тому, что немцы узнали в нём известного оперного певца.
В 1945−1946 — руководитель Камерного театра в Кракове. Позже переехал во Вроцлав. Руководил мукомольными предприятиями. Изобрёл рецепт и технологию изготовления знаменитой пшеничной «вроцлавской муки». Преподавал в потребительском техникуме.
В 1952 году основал во Вроцлаве кабаре «Папиросный дымок» (пол. Dymek z papierosa). Сотрудничал с ежемесячником «Одра».
В 1963 был инициатором присуждения премии Орфея на фестивале «Варшавская осень».
В 1999 году снялся в телевизионном сериале «Прокажённая»

## Награды
- командорский крест ордена Возрождения Польши (1998)
- офицерский крест ордена Возрождения Польши (1987)
- кавалер ордена Возрождения Польши (1977)
- серебряный Крест Заслуги (1957)
- Медаль «Победы и Свободы» (1970)
- Медаль Родла (1987)
- Заслуженный деятель культуры Польши (1970)
- Грюнвальдский нагрудный знак (1970)
- нагрудный знак «Созидателя Вроцлава» (1972)
- почетная премия Комитета Польского радио и телевидения (1981)
- золотой знак «Восстановления Варшавы» (1957)
- почетный гражданин Вроцлава (1999)
- Honoris causa Музыкальной академии во Вроцлаве (2000) и др.